# 春木屋 (山梨県)
株式会社春木屋（はるきや）は、山梨県甲府市に本社を置く小売業者である。
日本茶などを販売するお茶の春木屋と雛人形などを販売する人形の春木屋鳳玉を運営している。

## 沿革
もともとは江戸時代に始まる鰍沢の商店で、塩やたばこを扱っていた。1898年の創業時には人形の製造・販売を行っていた。しかし人形は季節による売上の増減が著しいことから、8代目の経営者が1926年に茶の販売を始め、節句人形と日本茶の2つの看板を掲げる現在の形態が確立された。
2009年には取引先であるJA遠州夢咲とJA掛川市といった静岡県の農業協同組合と協力、山梨県の参加者が静岡県の茶園で新茶の茶摘みを体験できるツアーを実施した。このツアーは翌年、翌々年と開かれ、以降はコロナによる中断はあったものの、毎年開かれている。
2011年にはそれまでの中央店を隣接する旧春木屋鳳玉人形店に移設、売場面積を旧店舗の4倍の100㎡に拡大し、名前を「本店」に改めて開店した。
- 1925年2月－茶販売を開始。
- 1953年5月－株式会社化。
- 1971年3月－県外一号店を開店。
- 1972年5月－茶部門の専門工場が完成、操業開始。
- 1995年2月－系列会社として静岡県に有限会社花井原を設立。

## 主な取り扱い商品

### お茶の春木屋
茶自体のほか、関連する商品も販売している。宇治抹茶を用いた生チョコレートを自社工場で手作りし、2006年ごろから限定販売している。2017年には抹茶や山梨県産の果実を使用したジェラート16種類の販売を開始した。チョコレートやジェラートの販売は茶の購入機会の少ない若者の来店を狙ったもので、静岡県でも販売し好評を得ているという。
2016年には、春木屋が販売する南部茶の粉末「そのまま緑茶」にウィスキーを合わせたハイボールを考案、「甲斐の茶 ハイボール」と名付け、新たな飲み方として提案した。2022年、新型コロナウイルスの流行時には、粉末緑茶3万本を県内の宿泊療養施設入所者向けに寄付した。
- 煎茶、玉露、ほうじ茶、玄米茶、抹茶などの各種
- 地域ブランド（南部茶など）
- 海苔をはじめとする乾物
- 茶こしなどの茶器

### お人形の春木屋鳳玉
- 雛人形
- 五月人形
- 正月飾り

## 店舗・工場
- お茶の春木屋
  - 山梨県:9店舗、1工場
  - 神奈川県:2店舗
  - 千葉県:1店舗
  - 長野県:1店舗
  - 茨城県:1店舗
- 人形の春木屋鳳玉
  - 山梨県:11店舗
  - 神奈川県:1店舗
  - 長野県:1店舗